# پریسکیلا نواس لئون
پریسکیلا نواس لئون (انگلیسی: Pitty؛ زادهٔ ۷ اکتبر ۱۹۷۷) خواننده اهل برزیل است. وی از سال ۱۹۹۵ میلادی تاکنون مشغول فعالیت بوده‌است.